# نوكيا 2600 كلاسيك
نوكيا 2600 كلاسيك (بالإنجليزية: Nokia 2600 classic)‏ هو هاتف محمول من نوكيا.

## الخصائص
- الشاشة: إل سي دي 128 × 160
- الوزن: 73.2 غرام
- الذاكرة: 10 ميجابايت